# Fort pomocniczy piechoty 49 ½ a „Mogiła”
Fort międzypolowy piechoty 49½a Mogiła – zabytkowa budowla, jeden z obiektów austriackiej Twierdzy Kraków. Znajduje się we wschodniej części Krakowa, w Dzielnicy XVIII, przy ul. Igołomskiej na terenie dawnej wsi Mogiła, ok. 500 metrów na południowy wschód od Kopca Wandy, obok przystanku tramwajowego MPK Fort Mogiła.

## Zadanie fortu
Obrona traktu Sandomierskiego położonego w dolinie Wisły.
Fort 49½a „Mogiła” jest niewielkim międzypolowym fortem piechoty przystosowanym do obrony bliskiej. Dzieło stanowiące element trzeciego pierścienia fortyfikacji Twierdzy, wybudowano w latach 1895–1896 jako obiekt obronny strzegący traktu sandomierskiego i skarpy wiślanej w Mogile. Ponadto zadaniem fortu była ochrona przedpola szańca „Wanda” oraz kontrola doliny Wisły przy pomocy sprzężonej baterii usytuowanej w sąsiedztwie południowego barku fortu.
Jest to obiekt pod względem konstrukcyjnym niemal identyczny jak fort 41a „Mydlniki” i pełniący analogiczną funkcję w systemie obronnym Twierdzy. Fort „Mogiła” charakteryzował się spłaszczonym narysem wału z trzema profilami czołowymi i dwoma barkami. Posiadał klasyczną, typową dla podobnych dzieł obronnych otwartą fosę. Blok koszarowy mieścił dwie duże sale sypialne, sanitariaty na skrzydłach oraz pomieszczenia gospodarcze i administracyjne. Z koszar istniały bezpośrednie wyjścia na wał. Przedsionki mogły w warunkach oblężenia i ostrzału pełnić funkcję małych schronów pogotowia. Koszary zostały połączone ze schronem głównym wąską przelotnią. Z przedsionków schronu wiodły bezpośrednie wyjścia na wał piechoty. Fortecznego zapola strzegła wysunięta z bloku koszarowego niska kaponiera ryglująca wjazd na plac broni. Oprócz usytuowanej centralnie w osi symetrii założenia, głównej bramy, w północnym skrzydle istniało wąskie wejście boczne. Na nasypie okrywającym schron główny znajdowała się pancerna wieża obserwacyjna lub dwie wieże po obu stronach schronu. Nie ma dokładnych danych na temat ich rozmieszczenia, ale sam fakt montażu i istnienia wież wydaje się konieczny oraz oczywisty. W przelotni po prawej stronie przy ścianie sieni usytuowano studnię głębinową. Obiekt ogrzewano kilkoma piecami i oświetlano lampami naftowymi. Później prawdopodobnie zainstalowano oświetlenie acetylenowe, o czym świadczą usytuowane w ścianach koszar obszerne wnęki, przypuszczalnie przeznaczone na butle z gazem. Dostępu do koszar broniła rozpięta przed bramą i elewacją koszar krata forteczna lub wąski pas zasieków. Ściany fortu wykonano z cegły, konstrukcję stropów zastosowano stalowo betonową. Charakterystyczne są kunsztowne detale architektoniczne – estetyczne nadproża i kamienne okleiny na ścianach w otworach okiennych i portalu bramy. Podobnie jak w przypadku pozostałych fortów Twierdzy, przedpola strzegł system zasieków z drutu kolczastego osadzonego na stalowych słupkach. Pierwsze pasmo przeszkód znajdowało się za zewnętrznym obrysem fosy, drugie na dnie fosy uniemożliwiało dostęp na wał. Dojazd do fortu od strony traktu sandomierskiego zapewniała ukryta w wąwozie droga. Przy trakcie sandomierskim w parterowym budynku funkcjonowała wartownia, która być może jako najbardziej na wschód wysunięty posterunek Twierdzy, pełniła funkcję rogatki wojskowej. W celach maskujących na zewnętrzny obrys fosy wprowadzono zieleń. Dodatkowo aby złamać kształtne widoczne doskonale z samolotu światłocienie wprowadzono zadrzewienia na wale przy północnym wyjściu ze schronu głównego. Wprowadzono tzw. „maskę tła”, czyli szpaler zieleni rozciągający się na zapolu, który powodował, że obiekt nie wyróżniał się w krajobrazie, z perspektywy obserwatora stojącego na przedpolu. Przedłużenie maski stanowił pas zieleni ukrywający drogę dojazdową. Zieleń maskującą wprowadzono z konieczności ze względu na usytuowanie budowli w otwartym krajobrazie rolniczym. Zamaskowane i ukryte w wąwozach drogi rokadowe gwarantowałyby bezpieczny transport sprzętu i ruchy wojsk w warunkach oblężenia Twierdzy. W celach maskujących sadzono robinie akacjowe, drzewa o gęstej koronie i kolczastych gałęziach, które w razie konieczności można było ściąć tworząc dodatkowe zasieki. Baterie artyleryjskie sprzężone z fortem „Mogiła” przy współudziale szańca 49½ „Wanda” prawdopodobnie brały udział obok fortów „Grębałów”, „Krzesławice” i „Dłubnia” w działaniach wojennych podczas tzw. I bitwy o Kraków, która rozegrała się w dniach 16–25 listopada 1914 r. na obszarze północnego przedpola Twierdzy.
W okresie międzywojennym fort Mogiła stracił swoją bojową wartość. Obiekty fortyfikacyjne przejęło Wojsko Polskie. W budynku przypuszczalnie mieściły się magazyny. Znajdujące się w pobliżu fortu dojrzałe wierzby stanowią prawdopodobnie dosadzenia maskujące z okresu międzywojennego. Tuż po odzyskaniu niepodległości usunięto z przedpola zasieki z drutu kolczastego i stalowe słupki.
W latach 1939–1945 w forcie mieściły się koszary i magazyny niemieckiej służby budowy lotnisk. Prawdopodobnie pod koniec 1944 r. w lewy bark wału fortecznego wbudowano czytelne do dzisiaj ziemne stanowisko ciężkiej broni piechoty. Profil obwałowań wokół okopu wskazuje, że mogło być przystosowane dla wyrzutni granatów.
W okresie budowy Nowej Huty w forcie kwaterowali robotnicy. Następnie obiekt został opuszczony i rozpoczął się proces jego powolnej dewastacji, której najdotkliwszym aktem okazała się całkowita niwelacja wału zapola i obwałowań baterii artyleryjskiej na południowym barku fortu. W niewyjaśnionych okolicznościach przekopano także część wału fortecznego przy południowym wyjściu ze schronu głównego. W trakcie rozbudowy kombinatu w obrębie zapola wybudowano przepompownię gazu hutniczego i kompleks nieestetycznych garaży.

## Stan obecny
Fort 49½a w porównaniu do innych opuszczonych zabytków Twierdzy, jest zachowany w stanie dosyć dobrym. Koszary z wyjątkiem uszkodzeń detali przetrwały w postaci pierwotnej. Zdemontowano natomiast elementy pancerne: stalowe okiennice i drzwi. Z pancerzy ocalała jedynie oryginalna brama i płyty w strzelnicach kaponiery. W latach 2014–2018 Gmina Miejska Kraków prowadziła w forcie prace rewaloryzacyjne dofinansowywane przez Narodowy Fundusz Odnowy Zabytków Krakowa zapoczątkowane badaniami archeologicznymi przed elewacją koszar i na stropodachu oraz dokumentacją projektową i konserwatorską zabezpieczenia stropodachu i remontu elewacji koszar. W kolejnych latach wykonano hydroizolację stropodachu fortu z usunięciem, a następnie rekonstrukcją historycznych warstw nasypu i budową kominów w pierwotnych miejscach, oczyszczono i poddano konserwacji metalowe elementy stropów we wnętrzu koszar. Prace te zabezpieczyły obiekt i zapewniły prawidłową jego wentylację. W 2017 roku Gmina Miejska Kraków zleciła konserwację ceglanych wątków elewacji koszar i rekonstrukcję boniowanych obramień otworów imitujących kamienne ciosy. Przywrócono też pierwotny poziom fragmentu placu broni na długości koszar z  dostosowaniem jego kształtu do granicy działki. W 2019 r. w budynku koszar wykonano stolarkę okienną wzorowaną na historycznej oraz repliki stalowych okiennic, poddano konserwacji zachowane  wrota pancerne i ościeżnice okien. W kaponierze zapola przywrócono otwory dwóch strzelnic z replikami stalowych tarcz, pozostałe małe tarcze w strzelnicach zakonserwowano. Zrealizowano też odwodnienie stropodachu. Po zakończeniu ostatnich prac elewacja fortu odzyskała pierwotny wygląd. Pieczę nad budynkiem sprawuje Zarząd Budynków Komunalnych w Krakowie.